# ドイツ語から日本語への借用
ドイツ語から日本語への借用（ドイツごからにほんごへのしゃくよう）とは、ドイツ語から日本語に入った借用語や翻訳借用のことである。医学や化学の分野に多い。参考のため、ドイツ語以外の言語にさかのぼる語や形態素は、究極語源を付記する。

## 医学
- アスピリン（Aspirin ）
- アドレナリン（Adrenalin ）
- アレルギー（Allergie ）

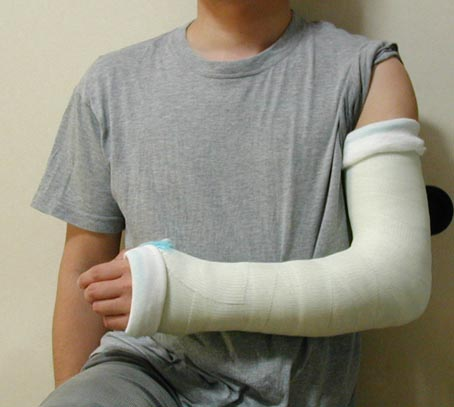
ギプス

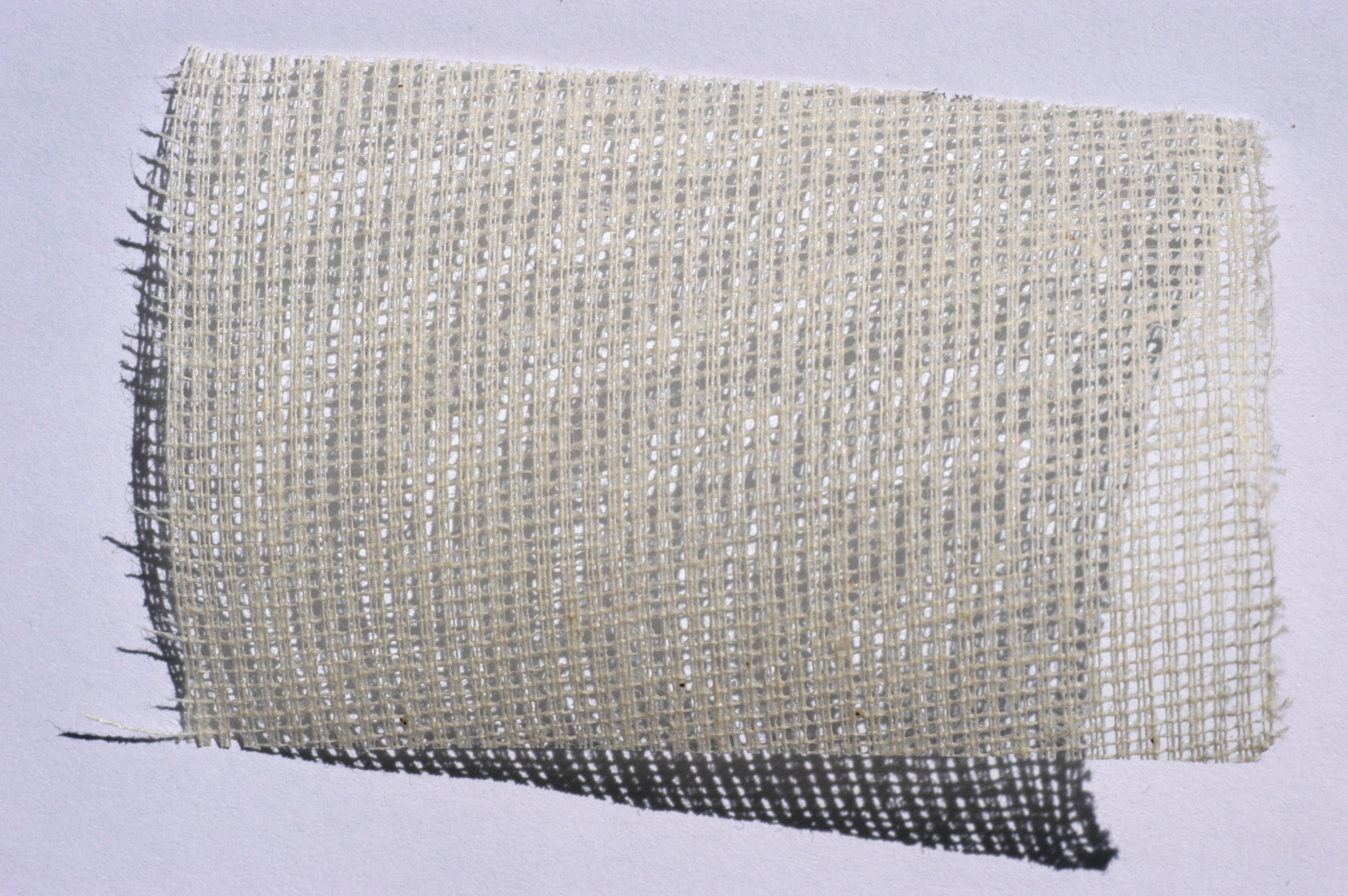
ガーゼ

- オブラート（Oblate 、ラテン語oblatus に由来）
- ガーゼ（Gaze ）
- カフェイン（Kaffein、Koffeinの古い形 ）
- カプセル（Kapsel 、ラテン語capsula に由来）
- カルテ（Karte 、ラテン語charta に由来）
  - カードの意
- ギプス（Gips ）
- ゲノム（Genom ）
- ケロイド（Keloid ）
- コラーゲン（Kollagen ）
- コンドーム（Kondom ）
- チアノーゼ（Zyanose ）
- ツベルクリン（Tuberkulin ）
- ノイローゼ（Neurose ）
- ビールス（Virus 、ラテン語virus に由来）
- ヒステリー（Hysterie ）
- ベット（Bett ）
- ホルモン（Hormon ）
- レセプト（Rezept 、ラテン語re とラテン語capere から派生したceptus に由来、receipt と同源）
- ワクチン（Vakzin ）

## 実験器具
- シャーレ（Schale ）
- プレパラート（Präparat ）

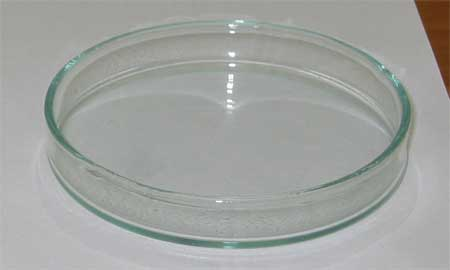
シャーレ

- メスシリンダー（Messzylinder ）

## 化学
上述以外で化学関連の単語を以下に示す。
- アルカン (Alkan)
  - メタン (Methan)
  - エタン (Ethan)
  - プロパン (Propan)
  - ブタン (Butan)
- アンチモン（Antimon ）
- ウラン（Uran ）
- エネルギー（Energie ）
- カリウム（Kalium ）
- クロム（Chrom ）
- ゲル（Gel ）
- セレン（Selen ）
- ゾル（Sol ）
- タンタル（Tantal ）
- チタン（Titan ）
- テルル（Tellur ）
- ナトリウム（Natrium ）
- ニオブ（Niob ）
- ネオジム（Neodym ）
- マンガン（Mangan ）
- モリブデン（Molybdän ）
- ランタン（Lanthan ）
- プラセオジム（Praseodym ）

## 政治・思想

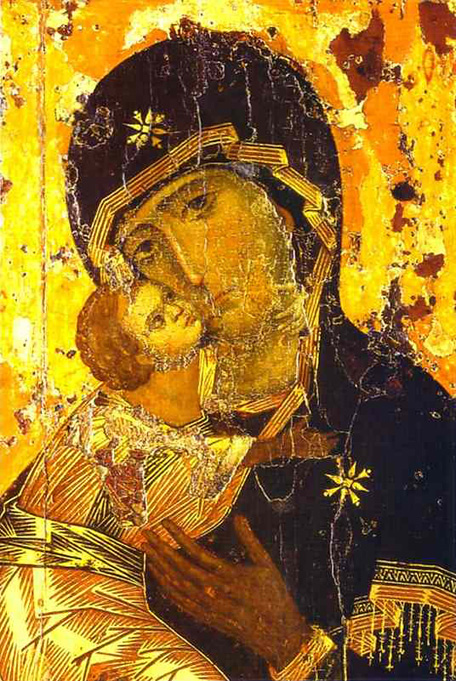
イコン

- アンチテーゼ（Antithese 、ギリシャ語anti とギリシャ語thesis ）
- イコン（Ikon 、ギリシャ語ikon ）
- イデオロギー（Ideologie 、ギリシャ語idea と、ギリシャ語logos から来たラテン語logia ）
- シュプレヒコール（Sprechchor ）
- ヒエラルキー（Hierarchie、ギリシャ語hierarchia ）
- プロレタリアート（Proletariat、ラテン語proles に由来）
- ゲバルト（Gewalt ）
- ゲマインシャフト（Gemeinschaft ）
- ゲゼルシャフト（Gesellschaft ）
- ブント（Bund ）

## 国家
- ミッテルオイローパ（Mitteleuropa ）
- ライヒ（Reich ）
- アウスグライヒ（Ausgleich ）
  - 妥協の意
- ユンカー（Junker ）
- カイザー（Kaiser ）

## ナチス・ドイツ
- ナチ（Nazi ）(複数形はナチス、元々は、国家社会主義ドイツ労働者党(Nationalsozialistische Deutsche Arbeiterpartei)及び、その党員に対する蔑称)
- シュトルムアプタイルング（Sturmabteilung ）
- シュッツシュタッフェル（Schutzstaffel ）
- ヒトラーユーゲント（Hitlerjugend）
- フューラー（Führer）
  - 指導者の意
- ハーケンクロイツ（Hakenkreuz）
- レーベンスラウム（Lebensraum）
  - 生息地の意
- アインザッツグルッペン（Einsatzgruppen ）
- アンシュルス（Anschluss ）
  - 接続の意
- コンツェントラツィオンラーガー（Konzentrationslager ）
- フォルクスゲマインシャフト（Volksgemeinschaft）
- ゲシュタポ（Gestapo）
- クリスタルナハト（Kristallnacht）

## 社会学
- カテゴリ（Kategorie ）
- テーマ（Thema 、ギリシャ語thema に由来）
- メルクマール（Merkmal ）

## 経済
- カルテル（Kartell ）
- コンツェルン（Konzern ）

## 美術
- クンスト（Kunst ）
- エンタルトゥング（Entartung ）
- バウハウス（Bauhaus ）

## 音楽
- タクト（Takt ）
- バス（Bass ）

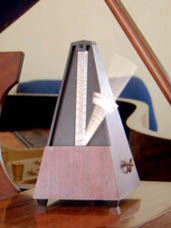
メトロノーム

- フィルハーモニー（Philharmonie 、ギリシャ語philos とharmonia に由来 ）
- メトロノーム（Metronom ）
- アインザッツ（Einsatz ）
- ゲネプロ（Generalprobe 、ゲネラールプローベの略）

## スキー
- ゲレンデ（Gelände ）
- ストック（Stock ）
- ボーゲン（Bogen ＝弧の意）
  - プフルークボーゲン（Pflugbogen ）
  - シュテムボーゲン（Stemmbogen ）

## 登山
- アーベントロート（Abendrot 、夕焼け、特に高山の岩・雪壁が赤く染まる現象）
- アイゼン（Steigeisen 、氷上登攀のために靴に装着する金属の爪）
- アプザイレン（Abseilen 、懸垂下降：ロープを使い岩壁を下降する技術）
- アンザイレン（Anseilen 、安全確保のためにロープで互いの体を結びあう技術）
- カラビナ（Karabiner 、素早くロープをかけるため一辺をバネによって開閉できるようにした環状の金具）
- カール（Kar 、圏谷：氷河によって浸食された特徴的な地形の一つ）
- コッヘル（Kocher 、登山用軽量小型簡易鍋）
- ザイル（Seil 、ロープ）
- シュラフ（Schlafsack 、寝袋）
- シュルント（Schrunde 、氷河や雪渓上の深い亀裂）
- ストック（Stock 、杖）
- ツェルト（Zeltsack 、主に緊急避難時に使用される簡易テント）
- ハーケン（Haken 、岩や氷壁に打ち込んで足がかりを作るための大釘）
- ピッケル（Eispickel 、氷壁・雪面を削る、もしくはそこに打ち込んで支点を作るためのつるはしの形の道具）
- ヒュッテ（Hütte 、山小屋）
- モルゲンロート（Morgenrot 、朝焼け、特に高山の岩・雪壁が赤く染まる現象）
- ヤッケ（Jacke 、登山用ジャケット）
- リュックサック（Rucksack 、背嚢）

## 食べ物
- グミ（Gummi ）
  - ゴムの意
- バウムクーヘン（Baumkuchen ）

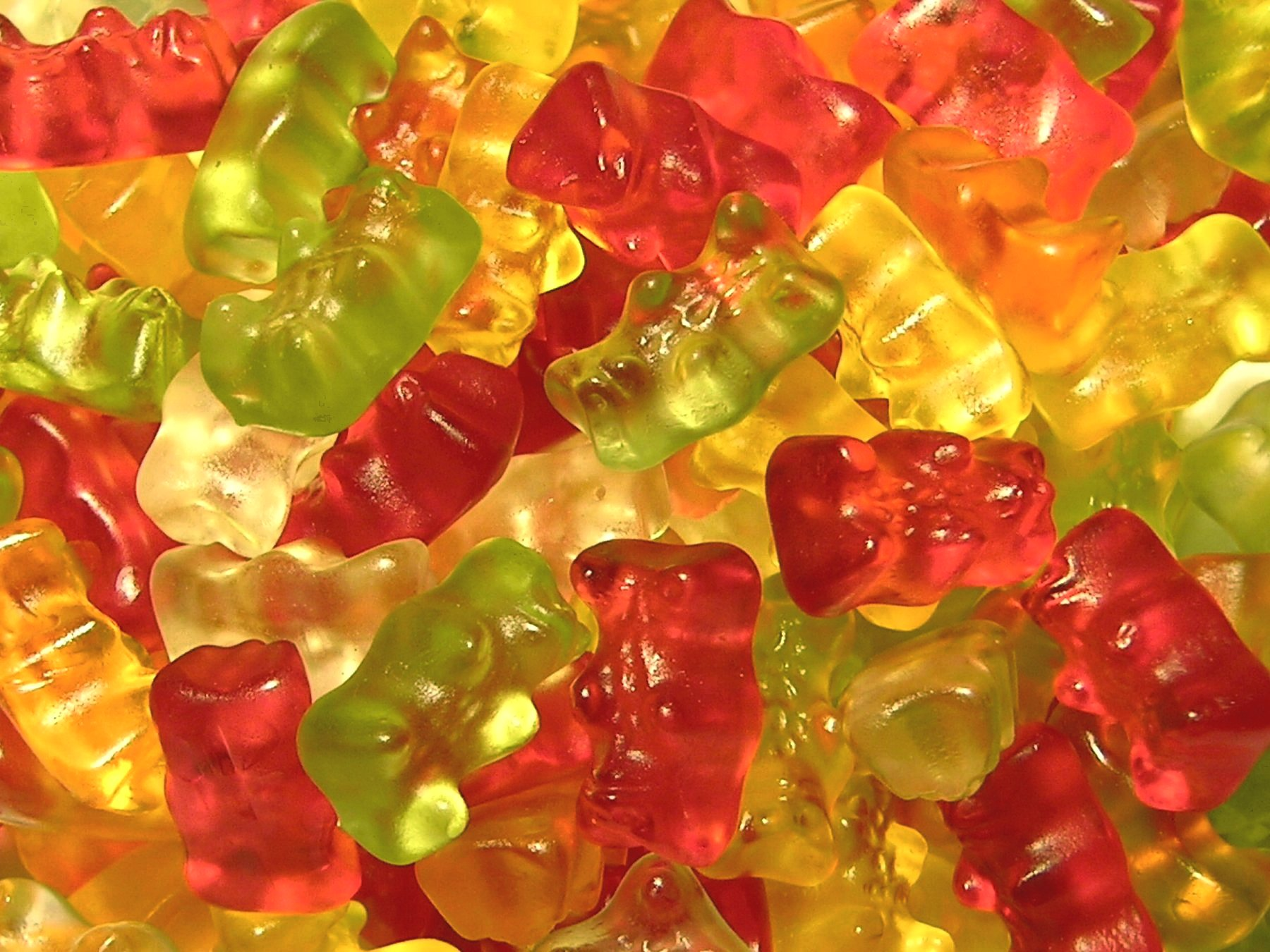
グミ

- ヨーグルト（Joghurt 、トルコ語yoğurt に由来）

## その他
- アルバイト（Arbeit ）
  - 労働の意
- ツィゴイネル（Zigeuner ）
  - ジプシーの意
- ゼミナール（Seminar ）
- ダックスフント（Dachshund ）
- ベクトル（Vektor ）

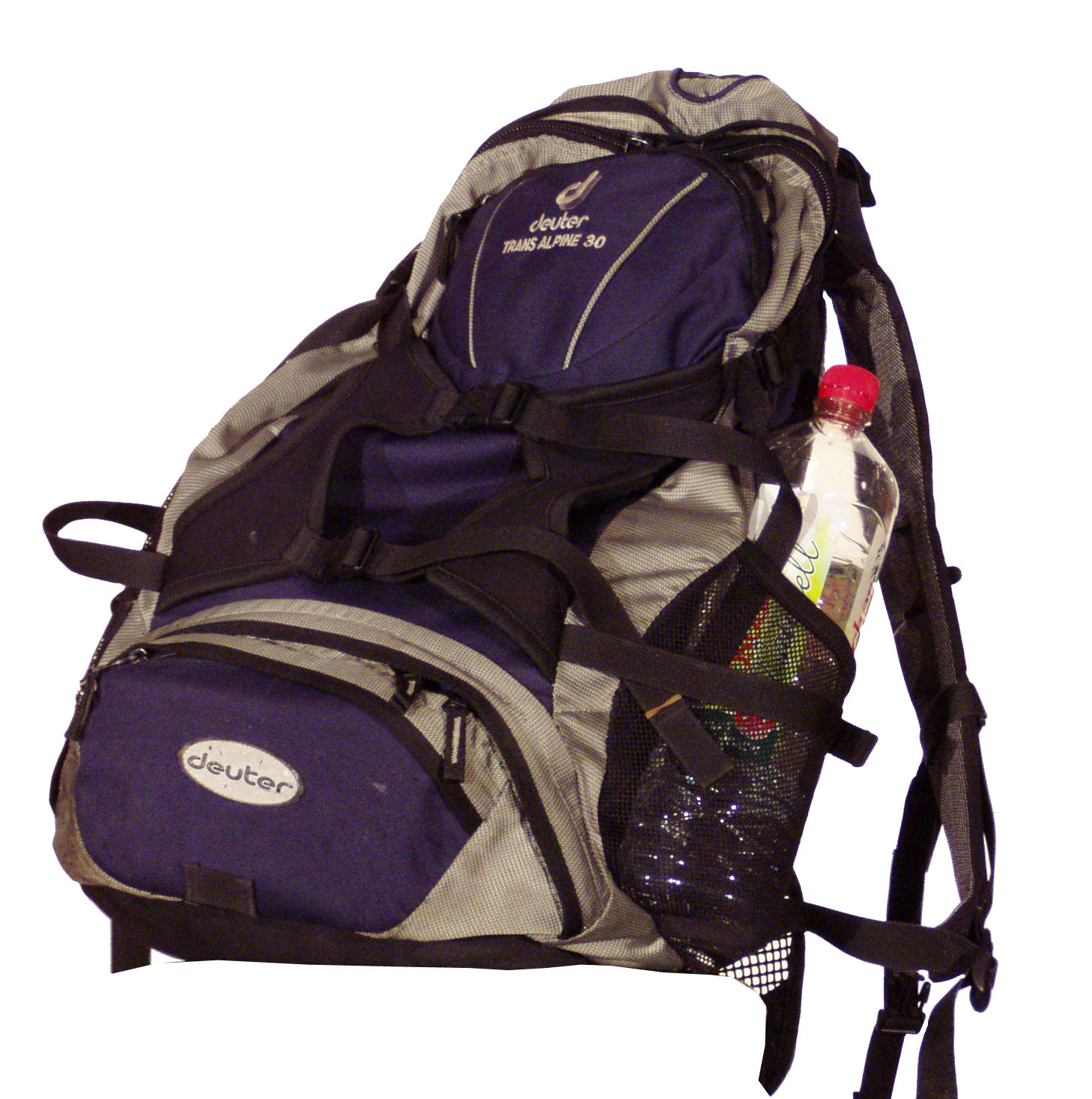
リュックサック

- ボンベ（Bombe 、英語bomb と同語源）
  - 爆弾の意
- アウトバーン（Autobahn ）
- メルヘン（Märchen ）
- ワッペン（Wappen ）
  - 紋章の意
- パンツァー（Panzer ）
- ギムナジウム（Gymnasium 、英語gym と同語源）
  - 体育館の意
- ブリッツ（Blitz）
  - 稲妻の意